# 박진호 (1990년생 정치인)
박진호(朴震祜, 1991년 1월 15일 ~ )은 대한민국의 정당인 출신 정치인이다. 

## 학력
- 석정초등학교 (졸업)
- 대곶중학교 (졸업)
- 통진고등학교 (졸업)
- 한국산업기술대학교 (e-비즈니스학 / 학사)
- 고려대학교 정책대학원 (행정학 / 석사)

## 경력
- 통진고등학교 학생회장
- 2013.01~2014.12 한국산업기술대학교 총학생회장
- 2015.03~2016.02 새누리당 대학생위원회 위원장
- 자유한국당 인재영입위원회 위원
- 자유한국당 통일위원회 부위원장
- 2018.01~2020.01 자유한국당 경기도당 김포시갑 당원협의회 운영위원장
- 2019.03~2019.12 여의도연구원 부원장
- 여의도연구원 청년정책센터장
- 2020.04~2020.09 미래통합당 경기도당 김포시갑 당원협의회 운영위원장
- 2020.09~2024.01 국민의힘 경기도당 김포시갑 당협위원장
- 국민의힘 원내대표실 부실장
- 2022.08~ 국토교통부 장관 정책 자문위원회 위원
- 제20대 대통령선거 국민캠프 청년위원장
- 2023.06~2023.10 국민의힘 조직강화특별위원회 위원, 대변인
- 2023.11~ 인천국제공항공사 비상임이사
- 국민의힘 경기도당 김포시갑 당협위원장
- 2025.07~2025.08 국민의힘 비상대책위원

## 역대 선거 결과
|  | 38.49% |

|  | 45.72% |